# Port Burwell (Nunavut)
Port Burwell est un havre de l'ouest de l'île de Killiniq, dans un bras de la baie d'Ungava, à l'embouchure du détroit d'Hudson.
Auparavant au Labrador puis dans les Territoires du Nord-Ouest, il est maintenant situé à l'intérieur des frontières du Nunavut, au Canada. Le cap Chidley se situe à 40 km au nord-est.

## Histoire
Une station météorologique du gouvernement fédéral fut établie à Port Burwell lors d'un voyage en 1884 dirigé par le commandant Andrew R. Gordon, R.-N., officier de marine à la retraite et directeur adjoint du Service météorologique fédéral.
Gordon l'a nommé en l'honneur de l'un des observateurs météorologiques de l'expédition, Herbert M. Burwell, de London, en Ontario. Burwell a été chargé de l'observation de la station no 1 dans le havre du port du côté ouest du détroit de Grey jusqu'à sa fermeture en 1886.
Gordon retourne à Port Burwell avec une expédition de la Compagnie de la Baie d'Hudson en 1885 sur le HMS Alert, et établit un poste de traite de la Compagnie de la Baie d'Hudson dans le havre.
En 1904, les missionnaires moraves établirent le poste de mission de Killinek et un poste de traite au coin nord-ouest du havre. Douze ans plus tard, la Compagnie de la Baie d'Hudson a déplacé un de ses comptoirs commerciaux vers le nord-est du havre.
Dans les années 1920, un détachement de la Gendarmerie royale du Canada fut installée à Port Burwell. Le Royal Corps of Signals (RCCS) construisit une station de radio et la Garde côtière canadienne construisit une base.

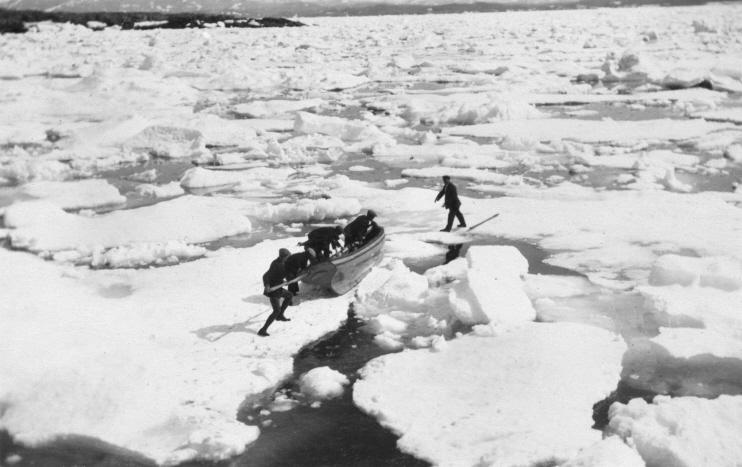
1923
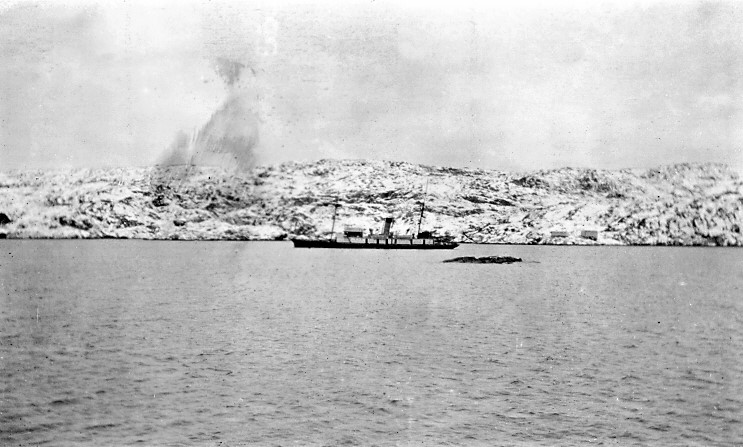
1927
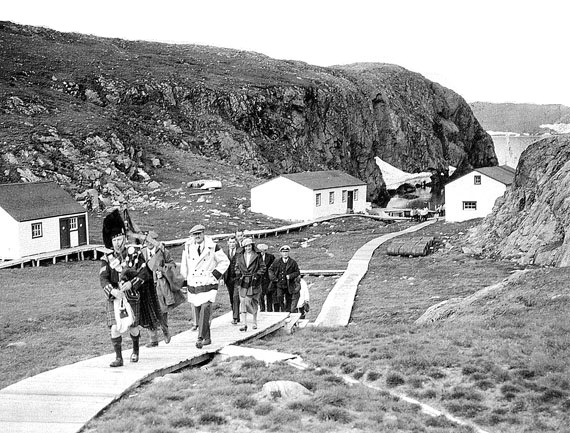
1934

La colonie de Killiniq s'est développée autour du havre. En 1978, tous les résidents de la communauté portuaire furent réinstallés à Kangiqsualujjuaq.